# Helpe Mineure
L’Helpe Mineure est une rivière française qui coule dans les départements du Nord, et de l'Aisne, en région Hauts-de-France. C'est un affluent droit de la Sambre, donc un sous-affluent de la Meuse.

## Géographie
De 50,4 km de longueur, l'Helpe Mineure prend sa source à Ohain au sud de la forêt de Trélon, dans le bois communal d'Ohain à 273 m d'altitude.
Elle passe à Fourmies, à Rocquigny dans l'Aisne, puis Étrœungt, Boulogne-sur-Helpe, conflue en rive droite dans la Sambre à Locquignol, à 132 m d'altitude, sis à l'ouest de Maroilles. Sa pente moyenne est de 2,1 ‰.

### Communes et cantons traversés
Dans les deux départements de l'Aisne et du Nord, l'Helpe Mineure traverse les douze communes suivantes (dont onze dans le Nord, une seule Rocquigny dans l'Aisne), de l'amont vers l'aval, de Ohain (source), Trélon, Fourmies, Wignehies, Rocquigny, Étrœungt, Boulogne-sur-Helpe, Cartignies, Petit-Fayt, Grand-Fayt, Maroilles, Locquignol (confluence).

### Toponyme
L'Helpe Mineure a donné son hydronyme à la commune de Boulogne-sur-Helpe.

### Bassin versant
L' Helpe Mineure traverse une seule zone hydrographique « Sambre canalisée de l'écluse numéro 1 Les Etoquies à l'écluse numéro 2 Hachette » (D013),.

## Affluents
L'Helpe Mineure a trente-six tronçons affluents référencés dont :
- le ruisseau "le Laudrissart" en rive droite,
- le ruisseau du Chevireuil et le ruisseau de la Chaudière en rive gauche.

### Rang de Strahler
Le rang de Strahler est de cinq par le ruisseau du Pont se Sains, le Pont de Sains, la Ferme à Lunettes et le Défriché.

## Hydrologie

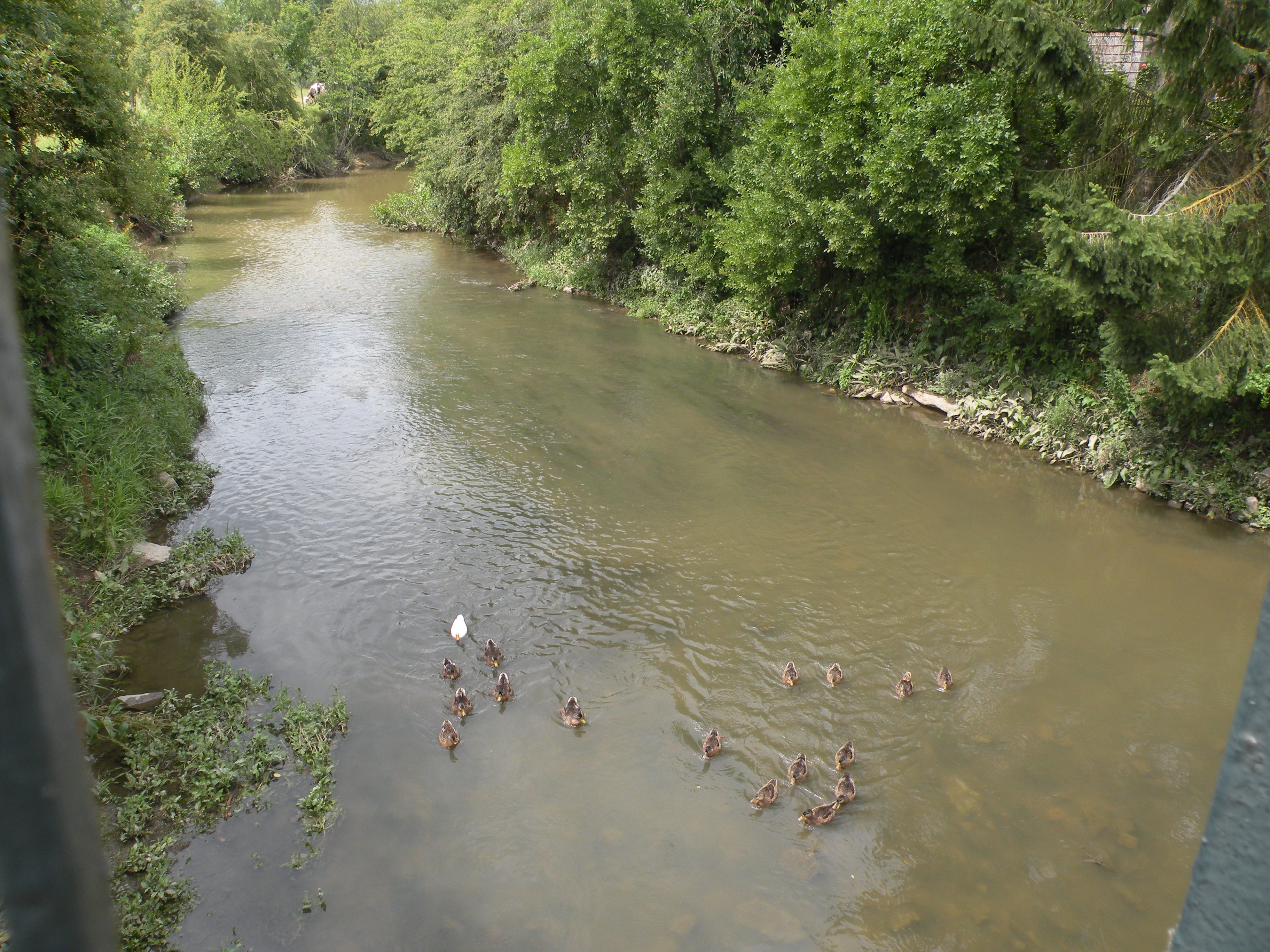
L'Helpe Mineure à Étrœungt.

L'Helpe Mineure est une rivière abondante, comme la plupart des affluents de la Sambre issus de la région de l'Avesnois, prolongation occidentale de l'Entre-Sambre-et-Meuse wallon qui présente les mêmes caractéristiques. 

### L'Helpe Mineure à Maroilles
Son débit a été observé sur une période de 43 ans (1966-2008), à Maroilles, localité du département du Nord située au niveau de son confluent avec la Sambre et à 136 m d'altitude. Le bassin versant de la rivière y est de 275 km2, soit sa totalité. 
Le module de la rivière à Maroilles est de 3,76 m3/s. 
L'Helpe Mineure présente des fluctuations saisonnières de débit assez marquées, avec des hautes eaux d'hiver portant le débit mensuel moyen à un niveau situé entre 6,04 et 7,14 m3/s, de décembre à mars inclus (avec un maximum en janvier), et des basses eaux d'été-automne, de mai à octobre inclus, avec une baisse du débit moyen mensuel jusqu'à 1,30 m3/s au mois d'août, ce qui reste très consistant.

### Étiage ou basses eaux
À l'étiage, le VCN3 peut chuter jusque 0,170 m3/s, en cas de période quinquennale sèche, soit 170 litres par seconde, ce qui devient relativement sévère.

### Crues
Les crues peuvent être très importantes, caractéristique partagée par la plupart des affluents de la partie occidentale du bassin de la Meuse appelée Avesnois ou Entre-Sambre-et-Meuse (Helpe Majeure, Faux, Solre, Eau d'Heure wallon). 
Ainsi les QIX 2 et QIX 5 valent respectivement 39 et 52 m3/s. Le QIX 10 est de 61 m3/s, le QIX 20 de 70 m3/s, tandis que le QIX 50 vaut 80 m3/s. 
Il peut être intéressant de comparer les QIX 2 et QIX 10 de l'Helpe Mineure à ceux de l'Eure à Louviers  en fin de parcours. Alors que le QIX 2 de l'Helpe Mineure se monte à 39 m3/s, celui de l'Eure est de 62 m3/s (pour un débit moyen 7 fois supérieur à celui de l'Helpe Mineure et un bassin versant plus de vingt fois plus étendu). Quant au QIX 10, celui de l'Helpe Mineure étant de 61 m3/s, il se monte à 96 pour l'Eure. On en conclut que les crues de l'Helpe Mineure sont proportionnellement au moins cinq fois plus importantes que celles de cette rivière de l'ouest du bassin de la Seine.  
Le débit journalier maximal enregistré à Maroilles durant la période d'observation, a été de 93,2 m3/s le 21 décembre 1993. En comparant cette valeur à l'échelle des QIX de la rivière, on constate que cette crue était plus que cinquantennale, sans doute centennale, mais dans tous les cas tout à fait exceptionnelle.
Pour aider les aménageurs et habitants à se prémunir contre les effets des crues épisodiques, cette rivière a fait l'objet d'un atlas des zones inondables téléchargeable et/ou d'une carte interactive.

### Lame d'eau et débit spécifique
Puissamment alimentée par les précipitations abondantes de l'Avesnois qu'elle traverse, l'Helpe Mineure est une rivière fort abondante. La lame d'eau écoulée dans son bassin versant est de 431 millimètres annuellement, ce qui est nettement supérieur à la moyenne d'ensemble de la France tous bassins confondus, et quasi équivalent à l'ensemble du bassin français de la Meuse (450 millimètres par an à Chooz). Le débit spécifique(ou Qsp) de la rivière affiche de ce fait le chiffre robuste de 13,6 litres par seconde et par kilomètre carré de bassin.
- Différentes stations de mesures de débit gérées par la DIREN Nord - Pas-de-Calais, sont installées sur l'Helpe Mineure,
  - Station de Maroilles Bassin versant = 275 km2.
  - Station d'Étrœungt Bassin versant = 175 km2
  - Station de Fourmies Bassin versant = 10,3 km2